# Joachim Prochno
Joachim Prochno (* 17. Juni 1897 in Niemegk; † 10. September 1945 in Prag) war ein deutscher Archivar und Gymnasiallehrer. Von 1941 bis 1945 war er Direktor des Böhmischen Landesarchivs Prag.

## Leben
Prochno schloss 1919 sein Studium an der Universität Leipzig mit der Promotion über „Das Bevölkerungswesen Leipzigs in der Zeit vor und nach der Reformation“ ab. Anschließend arbeitete er als Gymnasiallehrer. 1929 wechselte Prochno an das Gymnasium Zittau und begann zugleich mit seinen Forschungen zur Geschichte der Stadt Zittau, der Oberlausitz sowie Böhmens.
Ab 1934 gehörte Prochno dem Arbeitsausschuss des Zittauer Geschichts- und Museumsvereins an, drei Jahre später wurde er Schriftleiter des Vereins. Ab 1939 leitete Prochno den Verein gemeinsam mit Ernst Alwin Seeliger. 
Unmittelbar nach dem Münchner Abkommen machte auch Sachsen gegenüber der Rest-Tschechoslowakei Ansprüche auf Auslieferung von Archivalien aus den tschechischen Landesarchiven geltend. Prochno, der als Kenner der Prager Bestände galt, wurde auf Vorschlag der Oberlausitzischen Gesellschaft der Wissenschaften vom Hauptstaatsarchiv Dresden mit der Erstellung einer Liste der in Frage kommenden Archivalien beauftragt. Auf Vorschlag von Hellmut Kretzschmar wurde Prochno vom Leiter der Deutschen Archivkommission Ludwig Bittner in die Unterkommission zur Vertragsformulierung für ein Archivabkommen mit der Tschechoslowakei berufen. Nachdem am 6. Juli 1940 gefassten Beschluss der Abgabe aller die Oberlausitz betreffenden Archivalien nach Bautzen, wurde Prochno nach Prag im Protektorat Böhmen und Mähren abgeordnet, um aus den ca. 32.000 unverzeichneten Archivalien der Böhmischen Hofkammer die Oberlausitzer Betreffe auszusondern. Im Juni 1941 wurde Prochno als Landesarchivrat zum deutschen Direktor des böhmischen Landesarchiv Prag berufen. Der Transport der Prager Hofkammerakten in das Staatliche Zweigarchiv der Sächsischen Oberlausitz auf die Ortenburg in Bautzen erfolgte im Spätsommer 1941. Ende März 1943 überbrachte Prochno persönlich vier Koffer mit 175 Urkunden aus der Zeit zwischen 1406 und 1619 nach Sachsen. Nach der Befreiung Prags im Jahre 1945 wurde Prochno verhaftet. Er verstarb am 10. September 1945 in polizeilicher Schutzhaft in Prag, Augenzeuge seines Todes war der Volkskundler Josef Hanika.
Prochnos Witwe Marie, geborene Menzel, und sein Sohn Rudolf übersiedelten nach dem Ende des Zweiten Weltkrieges zu den Schwiegereltern nach Leipzig.
Prochno war Autor zahlreicher geschichtswissenschaftlicher Aufsätze, die u. a. im Neuen Lausitzischen Magazin, den Zittauer Geschichtsblättern, den Forschungen zur Geschichte Sachsens und Böhmens und der Corona Regni veröffentlicht wurden. Sein bedeutendstes Werk stellt das Zittauer Urkundenbuch I dar, das sowohl als Monographie in den Mitteilungen des Zittauer Geschichts- und Museumsvereins als auch in den Bänden 113 und 114 des Neuen Lausitzischen Magazins erschienen ist. Während seiner Tätigkeit in Prag wirkte er am Codex diplomaticus et epistolaris regni Bohemiae.

## Ehrungen
- 1941: Ehrenmitglied des Zittauer Geschichts- und Museumsvereins

## Veröffentlichungen (Auswahl)
- Das Bevölkerungswesen Leipzigs in der Zeit vor und nach der Reformation, Universität Leipzig 1919
- Das Schreiber- und Dedikationsbild in der deutschen Buchmalerei. Bd. 1: Bis zum Ende des 11. Jahrhunderts. Leipzig und Berlin: Teubner 1929
- Zittauer Urkundenbuch I: Regesten zur Geschichte der Stadt und des Landes Zittau 1234–1437, hrsg. von Joachim Prochno. Görlitz: Starke 1938. In: 1238–1938. 700 Jahre Geschichte der alten Sechsstadt Zittau. Görlitz (1938), S. 3–421
- Das Archivwesen der Stadt Zittau und die Quellen zur Stadtgeschichte, in: Friedrich Pietsch (Hrsg.), Oberlausitzer Beiträge. Festschrift für Richard Jecht, Görlitz 1938, S. 172–183
- Die Prager Archive und ihre Bedeutung für die Geschichte der Oberlausitz, in: Forschungen zur Geschichte Sachsens und Böhmens, hrsg. von R. Kötzschke, 1937, S. 129–140
- Das Böhmische Landesarchiv Prag : Seine Geschichte und Bestände. Prag: Dr. d. Protektorates Böhmen und Mähren 1943